# Shimada
Shimada (japanisch 島田市, -shi) ist eine Stadt in der Präfektur Shizuoka in Japan.

## Geographie
Shimada liegt südwestlich von Shizuoka und nordöstlich von Hamamatsu.

## Geschichte
Shimada war eine Poststation (宿場町, Shukuba-machi) der Tōkaidō während der Edo-Zeit. Dort wurde der Fluss Ōi auf Pferderücke oder Sänften überquert. 1879 wurde die Hōrai-Brücke gebaut. Heute ist der Ort ein Verteilungszentrum für Holz. Produziert wird Tee und Fruchtfleisch aus dem Tee- bzw. Orangenanbau auf der Makinohata-Hochebene.
Die Stadt Shimada entstand am 1. Januar 1948.

## Verkehr

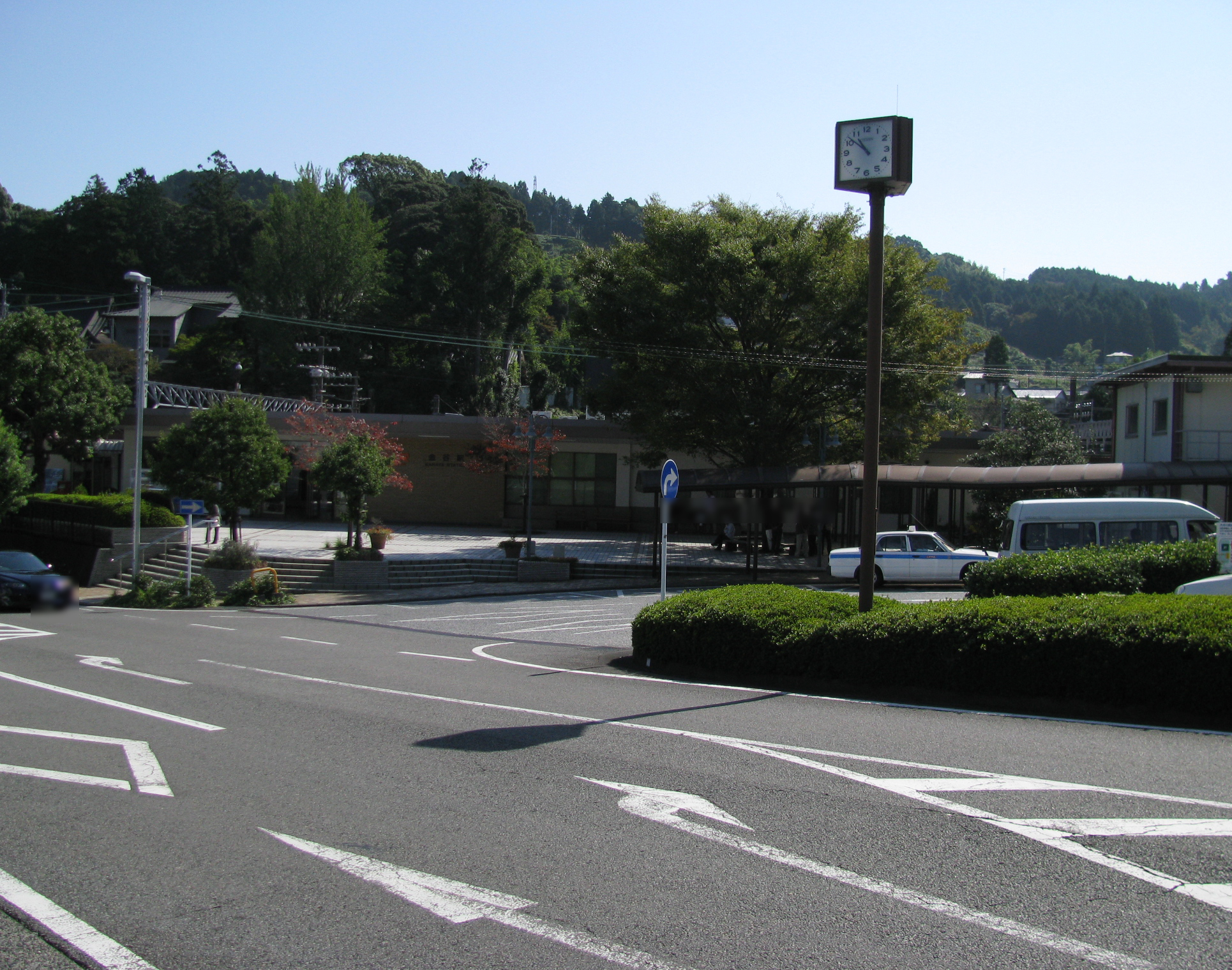
Bahnhof Kanaya

Shimada liegt an der Nationalstraße 1 von Tokio nach Kyōto, die zum Teil der historischen Tōkaidō-Straß folgt.
Die Bahnhöfe Shimada und Kanaya an der Tōkaidō-Hauptlinie werden von Zügen der Bahngesellschaft JR Central bedient. Kanaya ist außerdem die Endstation der von Ōigawa Tetsudō betriebenen Ōigawa-Hauptlinie. Diese ist aufgrund der zahlreichen Sonderfahrten mit historischen Fahrzeugen ein beliebtes Touristenziel.

## Städtepartnerschaft
- Richmond, Kalifornien in USA, seit 1961
- Brienz BE, seit 1996
- Huzhou, seit 1987

## Söhne und Töchter der Stadt
- Kitagawa Tamiji (1894–1989), Maler und Grafiker
- Takahiro Kawamura (* 1979), Fußballspieler
- Shō Hiramatsu (* 1998), Fußballspieler

## Weblinks

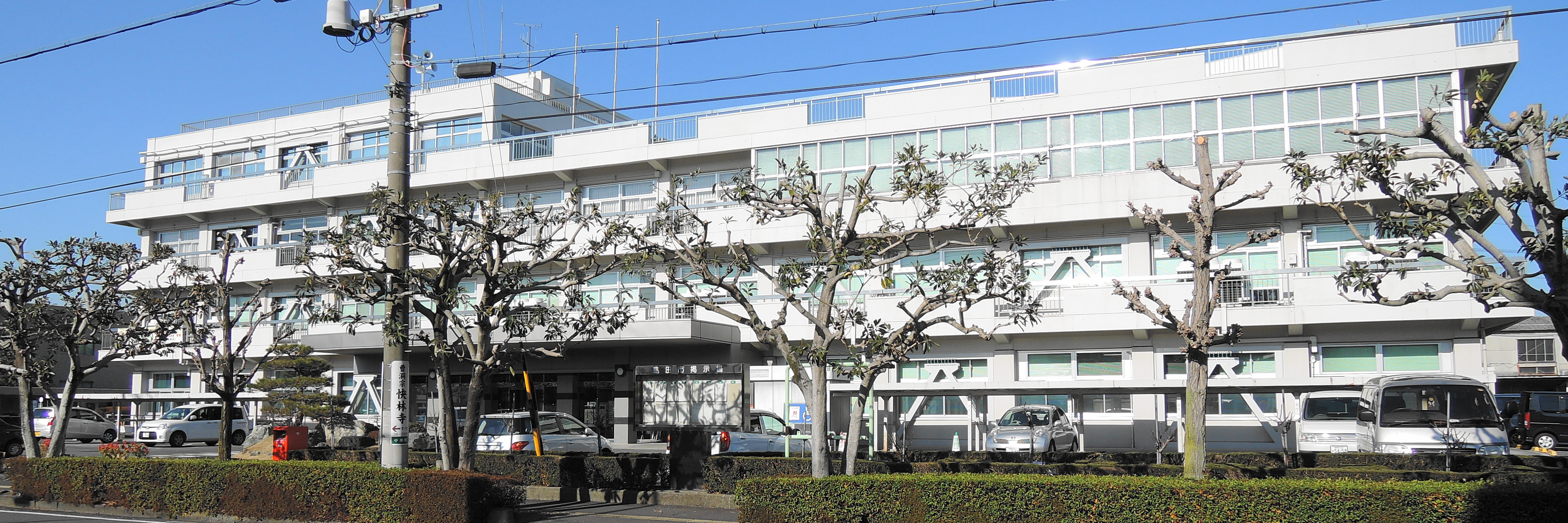
Ehemaliges Rathaus von Shimada (Januar 2014)

## Angrenzende Städte und Gemeinden
- Shizuoka
- Hamamatsu
- Fujieda
- Kakegawa
- Kikugawa
- Makinohara
- Yoshida
- Kawane-honchō
- Mori